# Mittjastjärnen
Mittjastjärnen är en sjö i Ovanåkers kommun i Hälsingland och ingår i Ljusnans huvudavrinningsområde. Sjön har en area på 0,0351 kvadratkilometer och ligger 298,5 meter över havet. Sjön avvattnas av vattendraget Slåttabäcken.

## Delavrinningsområde
Mittjastjärnen ingår i det delavrinningsområde (681605-150181) som SMHI kallar för Mynnar i Norra Homnan. Medelhöjden är 241 meter över havet och ytan är 22,5 kvadratkilometer. Det finns inga avrinningsområden uppströms utan avrinningsområdet är högsta punkten. Slåttabäcken som avvattnar avrinningsområdet har biflödesordning 4, vilket innebär att vattnet flödar genom totalt 4 vattendrag innan det når havet efter 87 kilometer. Avrinningsområdet består mestadels av skog (80 procent). Avrinningsområdet har 0,1 kvadratkilometer vattenytor vilket ger det en sjöprocent på 0,4 procent.